# Estação Ferroviária de Farminhão

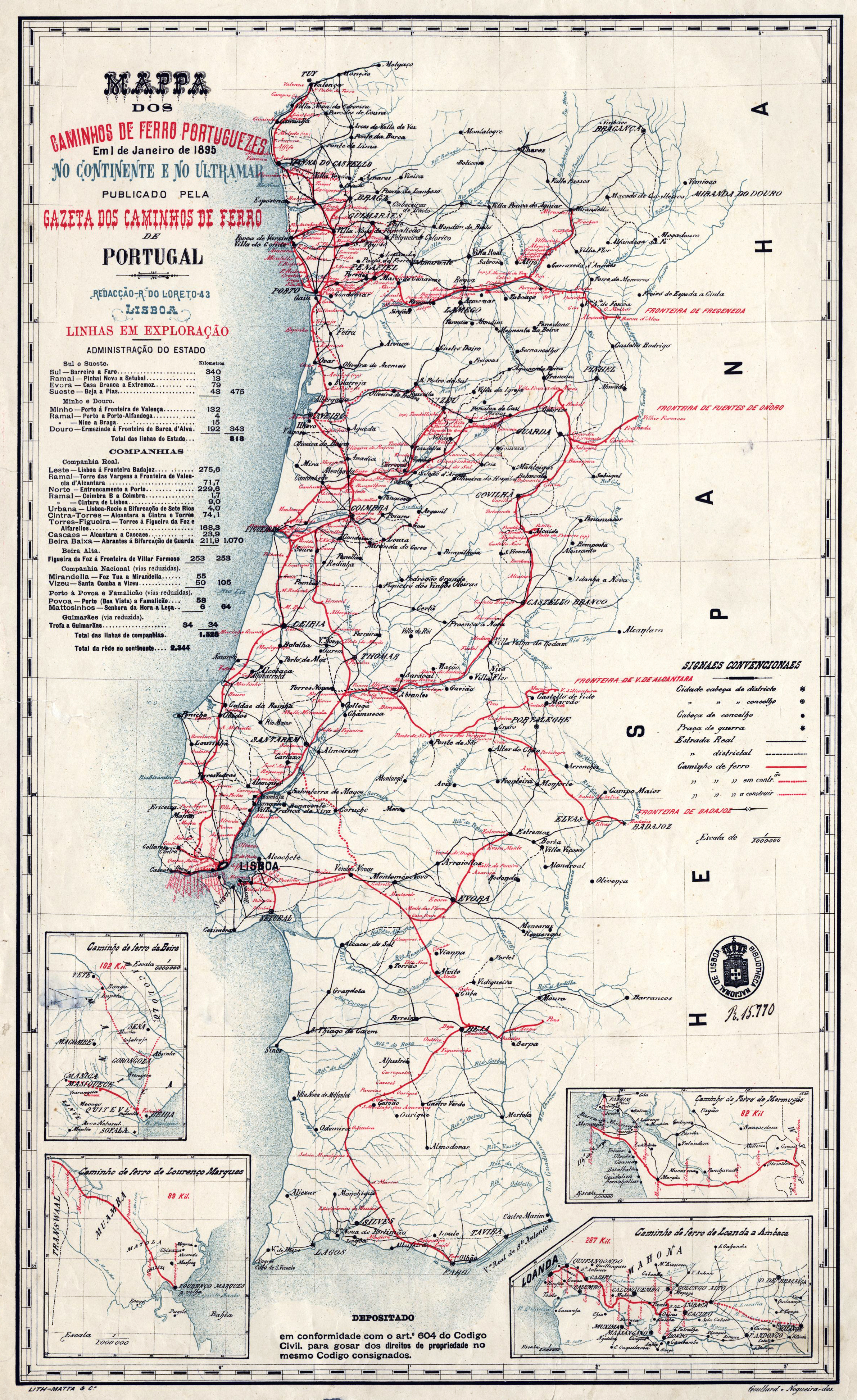
Mapa dos caminhos de ferro em 1895, onde se pode ver a localização da Estação de Farminhão

A Estação Ferroviária de Farminhão é uma antiga gare da Linha do Dão, que servia a aldeia de Farminhão, no distrito de Viseu, em Portugal.

## História
A Linha do Dão foi inaugurada no dia 24 de Novembro de 1890, e aberta à exploração no dia seguinte, pela Companhia Nacional de Caminhos de Ferro. Em 1 de Janeiro de 1947, a Companhia Nacional foi integrada na Companhia dos Caminhos de Ferro Portugueses.

A Linha do Dão foi encerrada em 1990, e transformada na Ecopista do Dão em 2007-2011.[carece de fontes?]